# Boolathana spiralis
Boolathana spiralis is een spinnensoort uit de familie Trochanteriidae. De soort komt voor in West-Australië. Boolathana spiralis werd in 2002 voor het eerst wetenschappelijk beschreven door Platnick.